# Alpin skidåkning vid olympiska vinterspelen 1994

## Medaljtabell
| Pl. | Nation    | Guld | Silver | Brons | Totalt |
| --- | --------- | ---- | ------ | ----- | ------ |
| 1   | Tyskland  | 3    | 1      | 0     | 4      |
| 2   | USA       | 2    | 2      | 0     | 4      |
| 3   | Norge     | 1    | 2      | 2     | 5      |
| 4   | Schweiz   | 1    | 2      | 1     | 4      |
| 5   | Italien   | 1    | 1      | 2     | 4      |
| 6   | Österrike | 1    | 1      | 1     | 3      |
| 7   | Sverige   | 1    | 0      | 0     | 1      |
| 8   | Ryssland  | 0    | 1      | 0     | 1      |
| 9   | Slovenien | 0    | 0      | 3     | 3      |
| 10  | Kanada    | 0    | 0      | 1     | 1      |

## Resultat

### Herrar
| Gren                         | Guld                           | Guld    | Silver                    | Silver  | Brons                                | Brons   |
| Störtlopp Detaljer...        | Tommy Moe USA                  | 1:45,75 | Kjetil André Aamodt Norge | 1:45,79 | Ed Podivinsky Kanada                 | 1:45,87 |
| Storslalom Detaljer...       | Markus Wasmeier Tyskland       | 2:52,46 | Urs Kälin Schweiz         | 2:52,48 | Christian Mayer Österrike            | 2:52,58 |
| Slalom Detaljer...           | Thomas Stangassinger Österrike | 2:02,02 | Alberto Tomba Italien     | 2:02,17 | Jure Košir Slovenien                 | 2:02,53 |
| Super-G Detaljer...          | Markus Wasmeier Tyskland       | 1:32,53 | Tommy Moe USA             | 1:32,61 | Kjetil André Aamodt Norge            | 1:32,93 |
| Superkombination Detaljer... | Lasse Kjus Norge               | 3:17,53 | Kjetil André Aamodt Norge | 3:18,55 | Harald Christian Strand Nilsen Norge | 3:19,14 |

### Damer
| Gren                         | Guld                       | Guld    | Silver                       | Silver  | Brons                   | Brons   |
| Störtlopp Detaljer...        | Katja Seizinger Tyskland   | 1:35,93 | Picabo Street USA            | 1:36,59 | Isolde Kostner Italien  | 1:36,85 |
| Storslalom Detaljer...       | Deborah Compagnoni Italien | 2:30,97 | Martina Ertl Tyskland        | 2:32,19 | Vreni Schneider Schweiz | 2:32,97 |
| Slalom Detaljer...           | Vreni Schneider Schweiz    | 1:56,01 | Elfi Eder Österrike          | 1:56,35 | Katja Koren Slovenien   | 1:56,61 |
| Super-G Detaljer...          | Diann Roffe USA            | 1:22,15 | Svetlana Gladishiva Ryssland | 1:22,44 | Isolde Kostner Italien  | 1:22,45 |
| Superkombination Detaljer... | Pernilla Wiberg Sverige    | 3:05,16 | Vreni Schneider Schweiz      | 3:05,29 | Alenka Dovžan Slovenien | 3:06,64 |